# Eric Coates
Eric Coates (Hucknall, 27 agosto 1886 – Chichester, 21 dicembre 1957) è stato un compositore e violista inglese, fra i precursori della musica leggera.

## Biografia

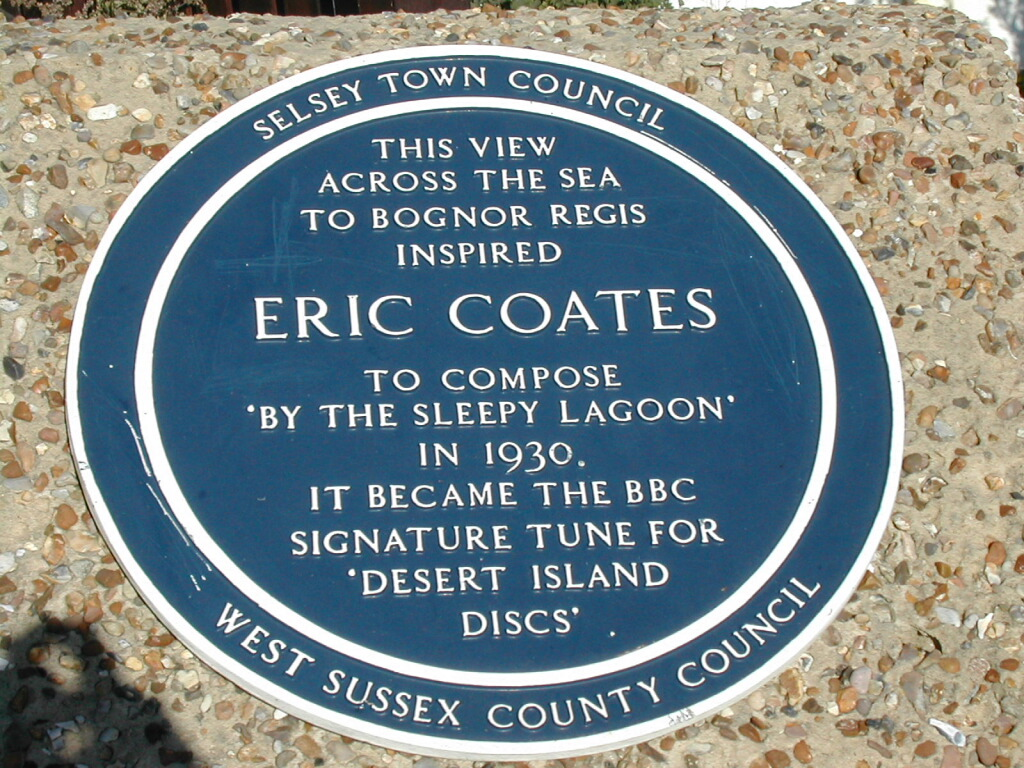
Lapide commemorativa a Selsey in West Sussex

Nato nel Nottinghamshire, figlio di un medico, studiò musica alla Royal Academy of Music di Londra dal 1906, dove fu allievo di Frederick Corder per la composizione e dove prese lezioni di viola da Lionel Tertis. Dal 1910 iniziò la sua carriera di strumentista con la Queen's Hall Orchestra sotto la direzione del direttore d'orchestra Henry Wood, divenendo prima viola nel 1912.
Il suo primo successo venne con l'ouverture The Merrymakers (1922), ma molta più fama gli dette la London Suite (1933). L'ultimo movimento di questo pezzo, "Knightsbridge", venne usato dalla BBC come sigla iniziale del programma In Town Tonight. Il suo modello fu il compositore Edward Elgar.
L'autobiografia di Coates, Suite in Four Movements, venne pubblicata nel 1953. Morì a Chichester a causa di un ictus e la sua salma venne cremata. Suo figlio, Austin Coates (1922-1997), fu uno scrittore che visse per lunghi anni in Asia.
Eric Coates non era parente di Albert Coates, il compositore e direttore d'orchestra suo contemporaneo.

## Opere
La musica di Coates, con le sue lineari melodie, si basò particolarmente sui temi musicali. Oltre che "Knightsbridge", la BBC utilizzò anche Calling All Workers (1940) come tema per il programma radiofonico Music While You Work e By the Sleepy Lagoon (1930), usato ancora oggi come sigla iniziale del programma radiofonico Desert Island Discs. L'"Halcyon Days" di Coates, primo movimento della suite The Three Elizabeths, venne usato come tema della popolare serie televisiva della BBC TV La saga dei Forsyte, anche se non figurava nei titoli di coda del programma. Questo pezzo era stato scritto agli inizi degli anni quaranta. Venne poi utilizzato anche nella cerimonia di incoronazione della regina Elisabetta II. Recentemente è stato ripreso e registrato in numerosi CD.
Compose inoltre numerosi altri pezzi utilizzati in programmi radiofonici e televisivi oltre che un discreto numero di colonne sonore.
Nonostante il fatto che prediligeva la scrittura di musica per orchestra, scrisse anche trenta canzoni.
Coates realizzò anche una serie di incisione delle sue musiche su dischi a 78 giri, inizialmente per la Columbia Records e successivamente per la Decca. Realizzò incisioni della London Suite e London Again Suite per la Columbia. Alcune delle sue incisioni sono state poi proposte anche su LP e CD. Dalle registrazioni in nostro possesso si desume che egli fu un abile direttore d'orchestra, le cui registrazioni hanno beneficiato dei nuovi sistemi di registrazione e dell'alta fedeltà.